# 矢野遺跡
矢野遺跡（やのいせき）は、徳島県徳島市国府町矢野・中・西矢野にかけて所在する縄文時代から中世にかけての複合遺跡。史跡指定（または登録）はされていないが、出土した「矢野銅鐸」と通称される弥生時代銅鐸と、縄文時代後期の出土遺物160点が国の重要文化財に指定されている。

## 概要
鮎喰川左岸の、気延山東側山麓に広がる扇状地と沖積地域に立地する。縄文時代集落と弥生時代集落、さらに北東に所在した古代（律令期）阿波国府に関連する官衙遺構・阿波国分寺跡をも内包する非常に大きな複合遺跡である。
なお、矢野遺跡の西側に隣接する気延山山麓には県指定史跡「矢野の古墳」などを含む古墳群（気延山古墳群）や中世の矢野城などが分布し、阿波史跡公園として整備され徳島市立考古資料館が置かれている。

## 発掘調査

### 弥生時代の遺構
弥生時代集落は、1992年（平成4年）から始まった徳島南環状道路（徳島外環状道路）建設に伴い発掘調査された。徳島県内最大級の弥生時代集落であり、弥生時代中期から末にかけての竪穴建物跡が100軒近く検出されている。
集落内からは、1992年（平成4年）12月18日に銅鐸埋納坑が検出された。この埋納坑は、柱穴や建物跡が伴っており、銅鐸は木箱に納められて埋納されたと見られる。このような検出状況は全国的にも類例が少ない。出土した突線袈裟襷文銅鐸（とっせんけさだすきもんどうたく）は、「矢野銅鐸」と通称され、1995年（平成7年）6月15日に国の重要文化財に指定された。

### 縄文時代の遺構
縄文時代集落は、1994年（平成6年）～1998年（平成10年）の発掘調査で発見され、竪穴建物19軒などの遺構のほか、縄文土器・石器等の多くの遺物が出土した。西日本の縄文時代集落の中では最大級のものとされる。出土遺物の中では、土製円板に穿孔して両目と口を表現した仮面が注目された。
これら縄文時代後期の出土遺物160点は、2019年（令和元年）7月23日に「徳島県矢野遺跡出土品」として国の重要文化財に指定された。